# 天龍同盟
天龍同盟（てんりゅうどうめい）は、かつて全日本プロレスに存在したプロレスラー天龍源一郎を中心としたユニット。別名「レボリューション」。

## 概要

### 革命前夜（鶴龍コンビの確執）
デビュー直後の天龍源一郎とジャンボ鶴田は仲が良く気さくに話をする仲で、二人が組んだ鶴龍コンビは天龍が噛ませ役となり相手から技を受けまくり、タッチを受けた鶴田が暴れまわるという役割だった。それも81年に天龍が№3として台頭し始めるとその関係も変化し、試合が終わればそれぞれ個別にインタビューを受け、終われば鶴田はバーや酒場へ繰り出し、天龍の会社への改善案に理解を示すも鶴田は「エースにされても社長や重役にはなる気はなく、全日本の雇われ社員で良い」と言う意識の低さに天龍は徐々に不満を募らせていった。1986年6月7日、高松市民文化センターでザ・ロードウォリアーズ戦に敗れ「ほらほら、いつまでも寝てないで起きて！」と髪を引っ張って起こそうとした鶴田に不満が爆発したという。

### 龍原砲を結成
1987年、長州力らジャパンプロレス勢が新日本プロレスにUターン移籍した後の全日本プロレスは、かつてのように「日本人レスラー対外国人レスラー」という構図がメインになりつつあったが、一方で観客動員数の減少と言う課題が残り、試合会場では空席も目立つようになっていた。この事に危機感を覚えた天龍はマスコミを相手に会社批判を展開するが、発言内容をいいように取られて他の選手から逆に白い目で見られたり、退団説を流された事もあった。また、鶴田がプロレスに対して真剣に向き合う姿勢を見せなかった事、鳴り物入りでプロレスデビューした元横綱・輪島大士が精彩を欠き続けていた事も天龍を掻き立てる要因となった。
そうした状況の中、1987年5月16日、小山ゆうえんちスケートセンター大会のタイガー・ジェット・シン＆テキサス・レッド戦の試合後、「現状は現状として受け止めなければ仕方ないけど、お客さんには常にフレッシュ感を与えなければいけないし、強いインパクトを与えていかなければ失礼だし、ウチ（全日本）にとってもよくない。だから俺は今、ジャンボ、輪島と戦いたい。……ジャンボの背中は見飽きたし、輪島のお守りにも疲れたよ！」とコメントし、鶴龍コンビの解消を宣言。周囲の反対の声を振り切り、全日本を活性化するためにジャイアント馬場に「阿修羅・原とタッグを組みたい」と直訴した。原を選んだ理由は1984年にUNヘビー級王座をかけたタイトルマッチが天龍自身の印象に強く残っていた事、国際プロレス出身と言う肩書きによって抗争に違うカラーを打ち出せる事、鶴龍コンビ解散表明前に原と合宿所で会った際、「もし何かやるなら俺もやる。源ちゃんが燃えてくれないと俺も目標がなくなって困るんだ」と鼓舞してくれた事がきっかけであったが、馬場への直訴は原に正式にタッグ結成を申し込む前の段階での行動であった。その後、6月1日の石川県産業展示館大会において2代目タイガーマスクの猛虎7番勝負の第5戦に出場した天龍は日本人同士の同門対決ながらタイガーと激しい攻防戦を繰り広げ、試合を見た馬場から原とのタッグ結成の了承を得る。改めて6月4日に原と会談してタッグ結成をマスコミにアピール。「ジャンボ、輪島を本気にさせて、全日本プロレスのリング上を熱く活性化させる」と宣言し、最終目標は新日本プロレス参戦を掲げた。

### 1987年
2人のタッグは「龍原砲」と呼ばれ、6月6日、長門市スポーツセンター大会において始動。シリーズ最終戦の6月11日では早くもジャンボ鶴田&タイガーマスクとのタッグマッチに臨む。同じ日本人レスラーである鶴田や輪島との激闘、地方でも試合時間20分以上に及ぶ手を抜かない姿勢などがファンから絶大な支持を受け、マスコミはこの一連の行動を「天龍革命」、「レボリューション」と呼んだ。「レボリューション」の名付け親は天龍の後援者で、ビートルズが1968年にリリースした『レボリューション』が由来である（天龍同盟のオリジナル・ジャージが制作された際、背中部分には同曲の歌詞の一節が縫い込まれていた。その後、ロサンゼルス・ドジャースのロゴマークを模した「Revolution」の横文字が代名詞となる）。天龍と原は自らのムーブメントの対象をまず連日取材に訪れるマスコミに向け、彼らの関心を惹きつけるところから始めた。テレビ中継の無い地方大会はもとより、大会終了後に次の興行開催地へ向けて当日中に出発する通称「ハネ立ち」の時は尚の事、長時間の試合を繰り広げた。彼ら2人はリング外でも対立構図の意識化を徹底し、移動も全日本本隊と共にせずリング屋のトラックに乗ったり、近鉄に勤務した経験を持つ原が時刻表を調べて乗り継ぎなどを確認し、独自に電車で移動していた（のちに専用バスが用意される）。
ユニット結成から2ヶ月が経った8月21日、龍原砲とジャンボ鶴田&ザ・グレート・カブキによるタッグマッチ開始前、天龍がカブキの毒霧による奇襲攻撃を食らうハプニングが発生。その際、本隊側のセコンドについていた川田利明が突如鶴田に攻撃を仕掛け、龍原砲側に加わる意思表示を見せる。同時にかつて天龍の付き人を務め、川田とタッグを組んだ経験があるサムソン冬木は本隊側につき、これを受けて天龍&原&川田VS鶴田&カブキ&冬木の6人タッグマッチに急変して試合が行われた。天龍は川田を加入させる意志は無く、試合後に「向こうに詫びを入れて帰れ」と本隊の控室に追い返したが、しばらくすると鶴田やカブキに殴られて荷物ごと控室から追い出され、居場所を無くした川田が戻ってきた為、第3のメンバーとして迎え入れる事になった。また、冬木の本隊との共闘はむしろ天龍にとって予想外であったが、後に事情を聞いたところ、川田のアクションを受けて自分はどう振る舞うべきかを考えた故の行動であったと分かり、国際プロレス時代から縁のある原が間に入った事によって、川田との抗争を経て冬木もメンバーに加わる。さらに天龍の付き人の小川良成も行動を共にするようになり、この5人は龍原砲を発展させる形で「天龍同盟」と呼ばれた。
8月31日に天龍はタッグ解消後、初の鶴田とのシングルマッチを日本武道館で行い、リングアウトで勝利。3日後の9月3日には龍原砲がPWF世界タッグ王座を獲得し、川田の加入から始まった「サマー・アクション・シリーズ2」での天龍同盟の活動は大きな足跡を残す結果となった。11月7日の後楽園ホール大会では天龍VS輪島の初のシングルマッチが実現。試合中、天龍はリングシューズで輪島の左足を徹底的に蹴り飛ばし、最終的に輪島はリングアウト負けを喫するも、気迫の攻めで立ち向かった。「ジャンボ、輪島を本気にさせる」と言う当初の目的を見事に具現化させ、10月6日の日本武道館大会で2度目の鶴龍対決が組まれた際には天龍の反則勝ちで決着がついた直後、新日本プロレスから永久追放処分を受けていたブルーザー・ブロディが復帰乱入すると言うサプライズも待っていた。しかし観客動員数は8月31日の日本武道館大会で1万2100人、10月6日の日本武道館大会はそこから300人減の1万1800人とまだまだ厳しい現実があった。世界最強タッグ決定リーグ戦には龍原砲が参加し、優勝決定戦目前まで漕ぎ着けたが、最終日で同じく優勝争いをするスタン・ハンセン&テリー・ゴディと両者リングアウトで引き分けとなり、同点2位タイで敗れた。これが龍原砲としての最初で最後のリーグ戦でもあった。
結成から半年間で着実に活躍を残していけた背景には、抗争の直接相手である鶴田、輪島はもとより、天龍と強い信頼関係を結んでいたカブキが本隊側にいた事が革命成就の背景にあったと天龍が自著で語っている。カブキは控室で天龍同盟の攻撃にクレームをつける本隊側の選手に対して、「長州達の抜けた穴を埋める為には、皆であいつらのやっている事に立ち向かうしかない」と檄を飛ばしていた。カブキ本人も龍原砲との抗争に加わる事で久々にやりがいのある試合が出来たと実感し、川田や冬木と言った若い選手の相手も務めるが為に本隊側にいたと語っている。

### 1988年
鶴田、天龍の日本人2大エースに加え、ハンセン、前年に復帰したブロディと言う80年代の豪華メンバーが復活した全日本プロレスでは、これまで別個に防衛戦が行われていたPWFヘビー級王座、インターナショナル・ヘビー級王座、UNヘビー級王座の3つの王座の統一構想（後の三冠ヘビー級王座）が持ち上がる事になった。天龍はユニットのリーダーは勿論、当時防衛していたUNヘビー級王座保持者としてこの王座統一戦にも乗り込んでいく事になる。
3月5日、秋田市立体育館大会において龍原砲VSハンセン&ゴディのタッグマッチが組まれ、UNヘビー級王者の天龍とPWFヘビー級王者のハンセンによる二冠統一戦を控えた前哨戦が行われる。ところが試合中、龍原砲のサンドイッチ延髄蹴りを食らったハンセンが卒倒して1分弱に渡ってリング上で失神するハプニングが発生。パートナーであるゴディが機転を効かせて龍原砲を場外乱闘へと引きずり込んだが、そこへ意識を取り戻したハンセンが凄まじい勢いでトペ・スイシーダを放ち、天龍を集中砲火でメッタ打ちにする暴走を繰り広げた。試合後、龍原砲や報道陣を関係者がすぐに会場を出るように促した直後、ハンセンがまだ興奮状態で天龍を探しに控室へ乗り込んできた程であった。この試合以降、ハンセンは執拗に天龍をつけ狙い、対戦カードに組まれていない状態でも乱入して天龍を襲撃するようになった。
3月9日に改めて行われた天龍VSハンセンの二冠統一戦はこの因縁を引きずる形となり、試合は天龍が制してPWF&UNの二冠王となるも、決着後にハンセンがカウベルを巻いた左腕で顔面ラリアットを浴びせてきた事に激怒し、今度は天龍が控室まで乗り込んでハンセンと乱闘を繰り広げた。だがそれでも天龍は思い切り殴り合えてスッキリしたと語っており、この日は冬木&川田のタッグチーム「フットルース」がアジアタッグ王座を獲得した為、既に龍原砲が保持しているPWF世界タッグ王座を含め、合計4本のシングル&タッグ王座を天龍同盟が独占した。天龍は試合後のインタビューで「今日で終わってくれれば本当に最高なのに」と語った。4月15日の日本武道館大会では、鶴田からインターナショナル・ヘビー級王座を奪取したブロディと対戦し、初の三冠統一戦が行われる。試合は両者リングアウトで決着はつかなかったが、ブロディを相手に30分やりあえた事は天龍にとって大きな自信に繋がった。その後、PWF世界タッグ王座とインターナショナル・タッグ王座の2大タッグ王座も統一する事（後の世界タッグ王座）になり、まず龍原砲はジャンボ鶴田&谷津嘉章とPWF世界タッグ王座の防衛戦を行ったが、原の負傷もあって王座陥落となった。この日6月4日がちょうど龍原砲並びに天龍同盟結成始動から1年を迎えていた事から控室でセコンドの川田、冬木、小川と共に記念撮影を行っている。
しかし激しい試合の代償も重くのしかかるようになり、メンバーのコンディション維持が徐々に困難となっていった。天龍は7月27日にハンセンとPWF&UNの二冠防衛戦に敗戦。前歯2本が折れ、右の瞼を15針縫う怪我を負った。そして原は膝や腰を慢性的に痛め、試合開始直前まで老人のように歩かなければならない程弱っており、「来年の春あたりが限界かもしれない」とこぼしていた。だが原自身はレスラーとしてのコンディション以上の深刻な問題を当時抱えていた事が後に判明する。
同年の世界最強タッグ決定リーグ戦にも前年同様、龍原砲として出場する予定でいたが、開幕戦前日に馬場の口を通して原が金銭問題のトラブルを抱えたまま消息を絶った為、解雇処分に下した旨を伝えられた。天龍はショックを隠せなかったものの、代理のパートナーとしてあえて付き人の冬木ではなく、川田を抜擢して参戦し、リーグ戦4位を記録した。

### 1989年
ここまでブロディの逝去、原の解雇、輪島の引退と周囲で様々な変化がありながら、天龍同盟は鶴田を筆頭とする本隊やタイガーマスク率いる決起軍との抗争を繰り広げていた。そして鶴田とはいよいよ統一が図られた三冠ヘビー級王座を掛けての一騎打ちとなる。
前年10月の横浜文化体育館大会で行われた3度目の鶴龍対決は天龍が反則負けとなり、これで天龍の2勝1敗の勝ち越しで1989年に突入。4月18日にハンセンからPWF&UNの二冠を奪取し、自身のインターを合わせて初代三冠ヘビー級王者となった鶴田は2日後の初防衛戦の相手に天龍を指名した。4月20日の大阪府立体育会館大会において、鶴田は超高角度のパワーボムを見舞い、天龍は事実上の失神KO負けを喫する。雪辱を期すべく再挑戦した6月5日の日本武道館大会で天龍はパワーボム2連発で鶴田からのピンフォール勝ちと三冠ヘビー級王座戴冠を成し遂げた。勝ち名乗りの際にはセコンドの冬木、川田、小川の他、ハンセンが試合コスチュームのままでリングに上がり、天龍を祝福した。この時期を境にお互いにパートナーを失った天龍とハンセンはタッグを組むようになり、「89サマーアクション・シリーズ」よりマスコミから「龍艦砲」の名称を与えられて本格活動した。だが、天龍とハンセンは元々敵対関係が続いていた事もあって思うようにいかず、インタビューを通して方向性の違いなどが露呈する場面もあった。天龍は自著において、「やはりハンセンには『俺は天龍よりも上の扱いを受けるべきだ』と言うプライドがあったように思うし、『なぜ俺が天龍の下のように見られるのだ』という不満もあったと思う」と振り返っている。ただし、7月11日には龍艦砲で世界タッグ王座を奪取し、天龍は鶴田に続く2人目の五冠王を達成している。
一方、冬木&川田のフットルースは1989年10月までの間にアジアタッグ王座を3回保持し、同王座の常連として存在感を残していた。またこの年、若手選手を対象にしたリーグ戦として第1回「あすなろ杯」が開催され、冬木と川田がそれぞれ参加し、川田が三つ巴戦を制して優勝。当初は特典として三冠ヘビー級王座への挑戦が組まれる事になっていたが、王者としてこれに該当する天龍は「優勝者が三冠に挑戦するなんてとんでもない。風通しは良くなるけど、そこらへんが挑戦するなら俺はベルトはいらない。俺はベルトを取った事に誇りを感じてるし、リーグ戦を優勝してやっとトップグループに足を入れたのとタイトルを掛けると言うのは複雑だよ」と不満を露わにし、結果としてあすなろ杯優勝者と三冠ヘビー級王者によるノンタイトル戦に落ち着き、10月8日に川田VS天龍の組み合わせでパワーボムで天龍が勝利した。だが3日後の10月11日の鶴田との防衛戦で敗れ、三冠は明け渡す事になる。
この年の天龍同盟にとってもう一つ欠かせない出来事が、同年の世界最強タッグ決定リーグ戦である。世界タッグ王者として参加した龍艦砲は当時のルールに則って王座を返上した上で参戦するが、開幕戦から連勝を重ねていく。そして11月29日、札幌中島体育センター大会でジャイアント馬場&ラッシャー木村の「義兄弟コンビ」と対戦するが、天龍は入場中の馬場をトペ・スイシーダで奇襲し、一時戦闘不能へ追い込むと、単独プレーを余儀なくされた木村をハンセンと2人がかりで攻め立てる。やがて馬場が試合に復帰するも連携を乱された影響は大きく、天龍がパワーボムで馬場から3カウントを奪い、日本人レスラーによる馬場からの初のピンフォール勝ちを達成した。当日、東京では人気絶頂のUWFが初の東京ドーム大会「U-COSMOS」を開催していた為に注目もそちらに集まっていたが、試合後に天龍は「しばらくしたら、とんでもないことをしたって思うようになるんじゃないかな。今日の1勝もまた、東京ドームより重い1勝だな」と語り、これが後に「今日の勝利はドームより重い」と言う名言として語り継がれる事になった。一方、馬場からピンフォールを奪った事実について、「馬場さんは本当は（フォールを）返せたのではないか？」、「俺に何を押し付けようとしたのだろうか？」と言う疑問がつきまとい、その答えは未だ出ていないと後に天龍は語っている。その後、龍艦砲はリーグ戦史上初の全勝優勝を達成し、再び世界タッグ王座をそれぞれの腰に巻く事となった。

### 1990年
この時期、全日本プロレスが人気を盛り返していたのは事実であり、天龍同盟が始動した頃はまだ空席も見えていた日本武道館大会も徐々に観客で埋まり、ウェーブが起こるようになっていった。しかし試合カードが発表される前の段階でチケットが大売れとなり、天龍やカブキの中では、上層部が「別に天龍達のおかげでお客が入っているわけではない」と認識している空気が感じ取れるようになっていった。年明けの1990年2月10日、新日本プロレスの東京ドーム大会の開催過程で全日本プロレスの選手貸出が正式に決定され、天龍はタイガーマスクと組んで、長州力&ジョージ高野と対戦する事になった。天龍同盟結成時の最終目標を実現させたと同時におよそ3年ぶりの再戦にモチベーションを高めた天龍であったが、実際に長州と肌を合わせてみると何故か期待以上の感触を得られる事が出来ず、消化不良に終わってしまった。その直後に天龍らは全日本での契約更改の場を迎えたが、対応したのは社長の馬場ではなく、日本テレビの出向役員であり、提示された金額は自身も含めて天龍同盟や抗争してきた本隊側の選手の努力に見合う待遇とは言い難い物であった。しかも馬場から話があると元子夫人から呼び出された為、期待に応えられなかった事について謝罪があるのかと思いきや、口から出たのはこけら落としが行われた東京体育館での興行の話だけで、怒った天龍は「話がそれだけなら帰っていいですか？」と席を立ち、自宅に帰ると家族を相手に会社への不満を露わにした。
天龍同盟も全盛期の勢いを失い始め、3月6日にはテリー・ゴディ&スティーブ・ウィリアムスに敗れて世界タッグ王座を手放す。その敗因が負傷した右足を攻め立てられた天龍のギブアップ負けと知ってか、ハンセンが天龍を攻撃して仲間割れ。それを救出する形で鶴田が乱入するも、天龍はハンセン、鶴田双方に攻撃して対立を深めていった。控室でも冬木や川田が疲弊している様子が明らかとなり、天龍の中では「余力があるうちに全日本（本隊）に戻して自由にやらせるべきではないか」と言う気持ちも芽生えるようになった。こうした状況の中、とある試合後の打ち上げの席で観戦に訪れていた東京スポーツ新聞社の柴田惣一が「久々に観たけど今の天龍同盟の試合は昔ほど面白くない」と辛辣な評価を下し、逆鱗に触れた天龍が思わず手を上げてしまう事態が起こる。すぐに天龍は柴田に謝罪したものの、この出来事でいよいよ限界を感じた天龍はその3日後の4月7日、十和村十川こいのぼり運動公園大会の試合後に天龍同盟の解散を正式表明し、冬木、川田、小川はそれぞれ本隊に復帰した。天龍は今度の動向を明らかにしないまま、直後に開催された日米レスリングサミットでランディ・サベージと対戦し、予想を良い意味で裏切る好勝負を展開。そして4月19日、鶴田が保持する三冠ヘビー級王座に挑戦したが、試合前からハンセンが乱入して天龍を襲撃するなど混乱が生じ、最後はバックドロップ・ホールドで敗れた。結果として天龍同盟時代の鶴龍対決は本戦を含め、7戦4勝3敗で鶴田に軍配が上がる事になった。この試合前後、天龍は「ジャンボに負けたら辞めるよ」、「もう一丁？もう終わったと思ってる。落ちるところまで落ちた」と意味深な発言を繰り返していたが、大会終了後に天龍は親友であるカブキを近くのホテルに呼び出し、全日本プロレスを退団する旨を密かに告白。4日後に辞表を書いた上で馬場に退団を報告し、以前シリーズ中にケンドー・ナガサキを通じて話を持ちかけられたメガネスーパー主催の新団体「SWS」と初めて交渉の場を持って移籍を決意。4月26日をもって正式に全日本を去った。退団に至った理由は「今まで『ジャンボを倒せ』と応援してくれたファンがいたのに、今更ジャンボの下につく事は出来ない」と言う思いが根底にあった事だと語っており、馬場から「またジャンボと組んでやればいいじゃないか」と言われ、それを知ってか知らずか、最後の三冠戦では鶴田が調子を下ろす（相撲用語で「相手を見くびって気を抜く事」）ような試合をした事で決意を固めたと言う。
天龍同盟の活動は1990年に終了したが、SWS旗揚げ後に天龍を中心に設立された部屋名は「レボリューション」と命名され、隠居生活を送っていた原も関係者の支援を通して復帰し、「龍原砲」が復活。ユニットの存在は天龍を語る上で決して外す事の出来ない物となった。2015年に天龍は39年間のプロレスキャリアに終止符を打ったが、その引退興行の名前は「〜天龍源一郎 引退〜革命終焉 Revolution FINAL」であった。

## メンバー
- 天龍源一郎（イメージカラー黒）
- 阿修羅・原（イメージカラー青）
- 川田利明（イメージカラー赤）
- サムソン冬木（イメージカラー赤）
- 小川良成

サポートメンバー
- スタン・ハンセン

準メンバー
- 北原辰巳 - 同盟活動時は全日本本隊の新人扱いであり、デビュー1年後に海外遠征に出たためリング上の接点も持てなかったが、リング外ではデビュー前から天龍・原と行動を共にしていた

なお、折原昌夫は天龍の付き人を務めていたが、加入前に天龍同盟が解散したため、メンバーには入れられていない。

## 戦績
全日本プロレス
- 三冠ヘビー級王座 - 天龍
- PWFヘビー級王座 - 天龍
- ユナイテッド・ナショナル・ヘビー級王座 - 天龍
- 世界タッグ王座 - 天龍&原組、天龍&ハンセン組
- PWF世界タッグ王座 - 天龍&原組
- アジアタッグ王座 - 川田&冬木組
- あすなろ杯争奪リーグ戦優勝 - 川田（1989年）
- 世界最強タッグ決定リーグ戦優勝 - 天龍&ハンセン組（1989年）

プロレス大賞
- 年間最高試合賞 - 天龍（1987年）
- 最優秀選手賞 MVP - 天龍（1987年）
- 最優秀タッグチーム賞 - 天龍&原組（1987年）
- 年間最高試合賞 - 天龍（1988年）
- 最優秀選手賞 MVP - 天龍（1988年）
- 年間最高試合賞 -  天龍（1989年）

## その他
2005年に天龍がプロレスリング・ノアに参戦した際にタッグを組んだ秋山準が「REVOLUTION 2005」と称し、天龍同盟を復活させるような動きを見せたが、天龍のノア参戦がその年限りであったために大きなムーブメントは起こせなかった。